# Feministische opvattingen over pornografie
Feministische opvattingen over pornografie variëren van een algehele veroordeling van pornografie als een vorm van geweld tegen vrouwen tot het omarmen van sommige vormen van pornografie als middel tot feministische expressie. Deze discussie valt binnen breder debat over feministische opvattingen over seksualiteit in het algemeen en is nauw verwant aan die over prostitutie, BDSM en andere zaken. Pornografie is een van de meest polariserende kwesties in het feminisme. Deze diepe verdeeldheid kwam voor het eerst tot uiting in de feminist sex wars van de jaren 1980, waarin anti-porno-activisten tegenover seks-positieve feministen kwamen te staan.

## Anti-pornografisch feminisme
Feministische tegenstanders van pornografie — zoals Andrea Dworkin, Catharine MacKinnon, Robin Morgan, Diana E. H. Russell, Alice Schwarzer, Gail Dines en Robert Jensen — stellen dat pornografie schadelijk is voor vrouwen en dat er een sterk causaal verband is tussen porno en geweld tegen vrouwen of dat dit door porno mede mogelijk wordt gemaakt. Sommigen beweren dat pornografie door mannen wordt gebruikt als een soort 'gids' om vrouwen te leren haten, mishandelen en beheersen.
Catharine McKinnon en Andrea Dworkin namen allebei los van elkaar in de jaren 1980 het standpunt in dat pornografie inherent uitbuitend is jegens vrouwen en dat er burgerlijk recht ontwikkeld diende te worden om pornografen verantwoordelijk te houden voor de schade die ze aantoonbaar veroorzaakten door de productie, de verspreiding en het gebruik van hun publicaties. Toen Dworkin in 1986 bij de Meese Commission getuigde, zei ze dat 65 tot 75 procent van vrouwen in de prostitutie en hardcore pornografie slachtoffer van incest of seksueel kindermisbruik zouden zijn geweest. Andrea Dworkins activisme tegen pornografie in de jaren tachtig maakte haar een nationale bekendheid in de Verenigde Staten.

### Schade aan vrouwen tijdens productie
Anti-pornografische feministen, met name Catharine MacKinnon, beweren dat de productie van pornografie fysieke, psychologische en/of economische dwang vereisen tegen vrouwen die erin optreden en modelleren. Dit zou zelfs het geval zijn wanneer de vrouwen worden getoond op een manier alsof ze er zelf van genieten. Tevens wordt er beargumenteerd dat veel van wat er wordt vertoond in wezen mishandelend is. Gail Dines is van mening dat pornografie, bijvoorbeeld gonzopornografie, steeds gewelddadiger aan het worden is en dat vrouwen die in pornografie optreden worden mishandeld in het productieproces.
Anti-pornografische feministen wijzen verder op de getuigenissen van bekende pornoactrices zoals Traci Lords en Linda Boreman en stellen dat de meeste vrouwelijke acteurs worden gedwongen om de porno-industrie in te gaan, ofwel door iemand anders, ofwel door een ongelukkige samenloop van omstandigheden. De feministische anti-pornografiebeweging werd aangewakkeld door de publicatie van de autobiografie Ordeal (1980), waarin Linda Boreman (die met de artiestennaam "Linda Lovelace" de hoofdrol speelde in de film Deep Throat uit 1972) beweerde dat ze door haar echtgenoot Chuck Traynor was geslagen en verkracht, dat hij zich als een pooier naar haar gedroeg, haar onder bedreiging van een pistool had gedwongen om de scènes in Deep Throat te spelen en met zowel fysiek als emotioneel geweld en dreigementen dwong om nog meer pornofilms te maken. Dworkin, MacKinnon en de organisatie Women Against Pornography hebben Boreman publiekelijke steunbetuigingen gegeven en met haar samengewerkt.

### Sociale effecten

#### Seksuele objectificatie

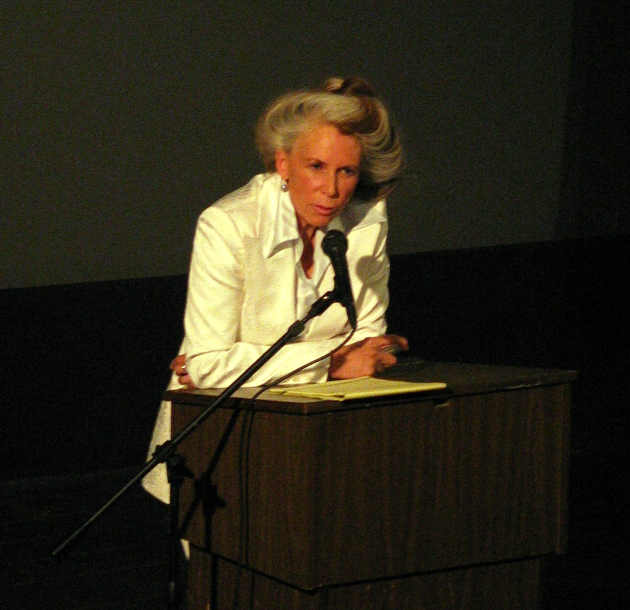
Catherine MacKinnon in 2006

MacKinnon en Dworkin defineerden pornografie als "de grafische expliciet seksuel onderschikking van vrouwen door beelden of woorden".
De effecten die pornografie heeft op degenen die het bekijken zijn gemengd en nog steeds fel omstreden. Over het algemeen heeft onderzoek zich gericht op de effecten van het vrijwillig bekijken van porno. Er zijn ook studies die zich hebben gericht op het analyseren van ongewilde confrontatie met pornografie, waaronder: het zien van naaktfoto's, mensen die seksuele handelingen verrichten, per ongeluk verkregen online zoekresultaten of het openen van online links naar pornografisch materiaal. Uit een studie van Shim & Paul (2014) bleek dat de meeste confrontatie met online pornografie onbedoeld en per ongeluk gebeurt. 42% van de mensen die online pornografie bekijken zijn tussen de 10 en 17 jaar; 66% van hen zijn wel eens onbedoeld geconfronteerd met pornografie. Dezelfde studie concludeerde uit een experiment onder 84 mannelijke studenten van 18 jaar en ouder dat degenen die ongevraagd blootgesteld werden aan hardcore seksistische pornografie, terwijl ze dachten anoniem te zijn, een grotere waarschijnlijkheid hadden om vrouwonvriendelijke opvattingen te ontwikkelen.
In haar artikel "Shades of Gay: Performance of Girl-on-Girl Pornography and mobile authenticities" maakte Valerie Webber onderscheid tussen de seks die in porno wordt vertoond en persoonlijke seksuele ervaringen in de privésfeer. Ze betoogde dat geacteerde seks normatieve ideeën oplevert over wat 'echte' seks is. Deze normatieve opvattingen worden dan overgedragen op persoonlijke ervaringen, waarbij mensen zich verplicht voelen om seks te hebben op manieren zoals ze die in porno hebben gezien. Webber concludeerde dat er geen echte authenticiteit bestaat in seksualiteit. Seks bezien door de lens van de pornografie is nog steeds legitiem, maar de meeste actrices (en acteurs) overdrijven de daad om het meer opwindend en intiem te maken voor het publiek. Ze legde uit dat "acteerwerk... authenticiteit niet per se uitsluit. Acteerwerk is het middel waarmee 'authenticiteit' als categorie wordt ontwikkeld". Daarentegen hadden de vrouwen die ze interviewde erg verschillende meningen over wat seks authentiek maakt, waarbij de meesten onder andere een gevoel van intimiteit noemden. Een van de geïnterviewden wees erop dat pornografie wordt gestigmatiseerd als nep, maar dat geldt niet voor alle actrices. Sommigen zijn volkomen bevredigd met de seks die zij voor porno uitvoeren, terwijl anderen melden dat ze zich weinig bevredigd voelen. Vrouwen die in de pornografie werken hebben daar verschillende redenen voor, net zoals bij andere beroepen. Sommige actrices doen het omdat ze graag hun publiek plezieren, sommigen doen het voor hun persoonlijke plezier en sommigen menen dat ze iets met artistieke waarde maken. Webber omschreef het als volgt: "Als nep gelijk staat aan 'slecht', dan moet goed gelijkstaan aan 'echt'. De motieven kunnen 'zuiver' zijn, maar wat die motieven zijn kan enorm verschillen".

#### Aanmoediging tot seksueel geweld tegen vrouwen
Anti-pornografische feministen beweren dat pornoconsumptie een oorzaak is van verkrachting en andere vormen van (seksueel) geweld tegen vrouwen. Robin Morgan vat dit idee samen in haar vaak geciteerde uitspraak "Pornografie is de theorie en verkrachting is de praktijk."
Anti-pornografische feministen stellen dat pornografie de overheersing, vernedering en het dwingen van vrouwen erotiseert en seksuele en culturele houdingen die medeverantwoordelijk zijn voor verkrachting en seksuele intimidatie versterkt. MacKinnon beargumenteerde dat pornografie leidt tot een toename aan seksueel geweld tegen vrouwen door het voeden van verkrachtingsmythes. Dergelijke mythes zijn bijvoorbeeld het geloof dat vrouwen stiekem eigenlijk verkracht zouden willen worden en dat ze eigenlijk 'ja' bedoelen als ze 'nee' zeggen. Bovendien zou volgens MacKinnon porno de kijkers ongevoelig maken voor geweld tegen vrouwen. Er zou namelijk een toenemende behoefte zijn aan het zien van meer geweld om nog steeds seksueel opgewonden te raken; ze beweert dat dit effect goed gedocumenteerd is.

#### Verkrachting van kinderen
Op grond van interviews die ze voerde met mannen die in de gevangenis zaten voor verkrachting van een prepuberaal kind, beweert Gail Dines dat alle geïnterviewden aanvankelijk "het idee afschuwelijk vonden" om een kind te verkrachten, maar dat ze een "gewoonte" ontwikkelden om kinderpornografie te consumeren nadat reguliere porno hen begon te vervelen. Het seksuele kindermisbruik (waarvoor ze uiteindelijk veroordeeld werden) gebeurde vervolgens binnen een halfjaar.

#### Verwrongen beeld van menselijke lichamen en seksualiteit
Harry Brod, een marxistische feminist, formuleerde het volgende standpunt: "Ik zou stellen dat seks overschat wordt [door mannen] omdat mannen seks zoeken voor de vervulling van niet-seksuele emotionele behoeften, een zoektocht die gedoemd is om te falen. Voor een deel komt dit falen door de prioriteit van kwantiteit boven kwaliteit van seks, hetgeen een resultaat is van de commodificatie."

#### Haat tegen vrouwen
Gail Dines zei dat 'pornografie het perfecte propagandastuk is voor het patriarchaat. Er niets anders waaruit hun haat voor ons zo duidelijk blijkt.'

### Anti-pornografische feministische organisaties en campagnes
Vanaf midden jaren 1970 tot begin jaren 1980 kregen demonstraties en marsen tegen pornografie en prostitutie brede steun van vrouwen en mannen over het gehele politieke spectrum. Vanaf eind jaren 1970 vormden anti-pornografische radicale feministen organisaties zoals Women Against Pornography, Women Against Violence in Pornography and Media, Women Against Violence Against Women, Feminists Fighting Pornography en soortgelijke groepen die educatieve evenementen aanboden zoals diapresentaties, gidswandelingen langs de seksshops in gebieden zoals Times Square in New York en Tenderloin in San Francisco, petities opstelden en nieuwsbrieven publiceerden om mensen bewust te maken van de inhoud van pornografie en de seksuele subcultuur in pornografiewinkels en live seksshows.
Vergelijkbare groepen kwamen ook op in het Verenigd Koninkrijk, waaronder groepen gericht op wetgeving zoals de Campaign Against Pornography en Campaign Against Pornography and Censorship en ook radicaal-feministische organisaties zoals Women Against Violence Against Women en het daarvan afgeleide directe actiegroep Angry Women.

### Wetgevende en juridische inspanningen

#### Anti-pornografische Civil Rights Ordinance

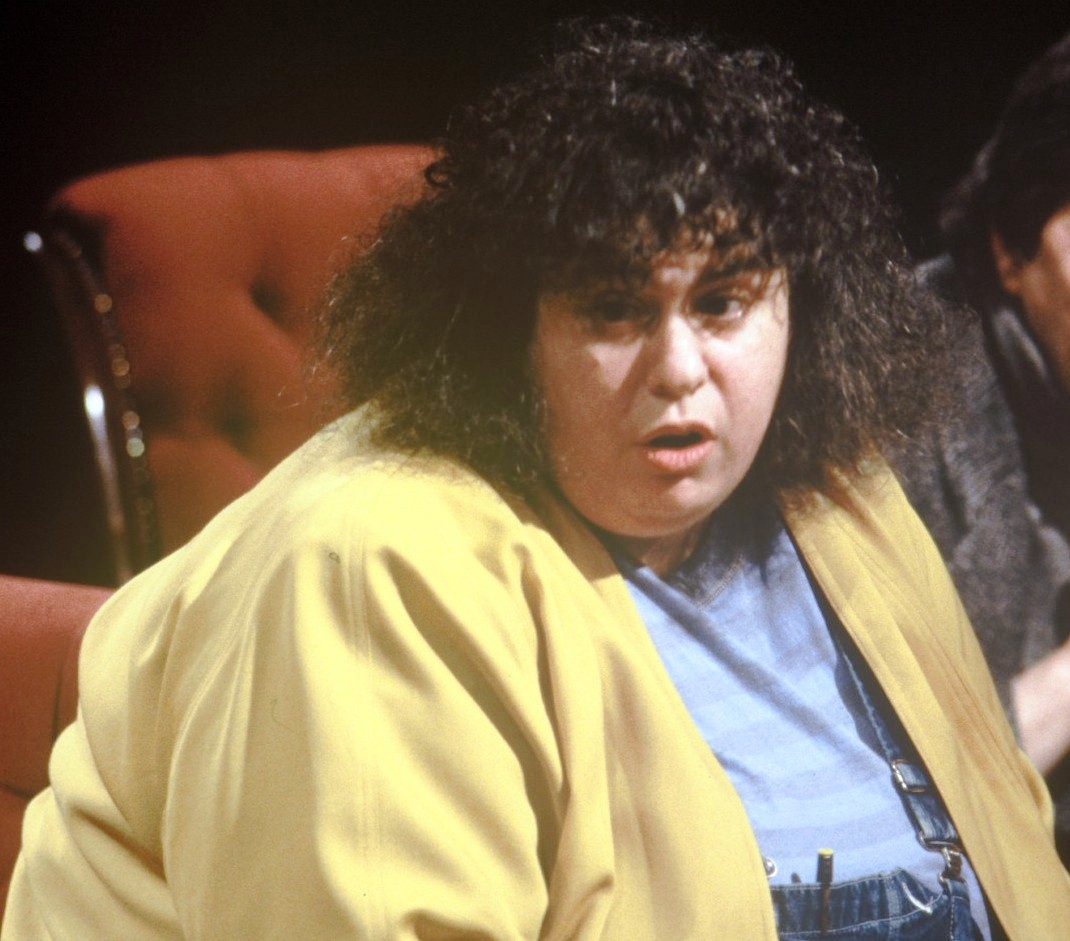
Andrea Dworkin in mei 1988 op televisie

Veel anti-pornografische feministen — met name Dworkin en MacKinnon — pleitten voor wetten die pornografie definieerden als een schending van de burgerrechten en het vrouwen mogelijk zouden maken om pornografen voor een burgerlijke rechtbank te dagen. De Antipornography Civil Rights Ordinance die ze opstelden werd door de gemeenteraad van Minneapolis in 1983 twee keer aangenomen, maar tegengehouden door een veto van burgemeester Donald Fraser omdat de stad zich het niet zou kunnen veroorloven om rechtszaken te voeren over de vraag of de wet wel verenigbaar was met het Eerste amendement van de Amerikaanse Grondwet.
De Ordinance werd met succes aangenomen door de gemeenteraad van Indianapolis in 1984 en getekend door burgemeester William Hudnut en eveneens aangenomen door een burgerinitiatief Bellingham (Washington) in 1988, maar in beide gevallen ongrondwettig verklaard door staatsrechtbanken en federale rechtbanken. In 1986 bevestigde het Hooggerechtshof van de Verenigde Staten de uitspraken van de lagere rechtbanken in de zaak van Indianapolis zonder verder commentaar.
Veel anti-pornografische feministen steunden de wetgevende inspanningen, maar anderen maakten er bezwaar tegen, omdat dergelijke wetgevende campagnes vroeg of laat wel weer buiten werking zouden worden gesteld door de rechtbanken, de principes van vrijheid van expressie zouden schenden of de anti-pornografiebeweging zouden schaden door tijd en energie te verspillen aan politieke verwikkelingen in plaats van deze te investeren in onderwijs en directe actie.
Dworkin en MacKinnon reageerden op de vermeende schending van de principes van vrije expressie door erop te wijzen dat de Ordinance was ontworpen met als expliciet doel om te voorkomen dat hij verkeerd zou worden voorgesteld om er zo misbruik van te kunnen maken om censuur te plegen of seksuele minderheden te discrimineren. Hun publicatie Pornography and Civil Rights (1988) diende als manifest om de wet te ondersteunen en bevatte een uitgebreide zelfanalyse en uitleg over de bedoelde betekenis en verklaarde de exacte omstandigheden waaronder de wet van toepassing zou zijn.

#### Pornography Victims' Compensation Act
Anti-pornografische feministen hebben zich ook ingespannen om het slachtoffers van misdaden, die zouden zijn veroorzaakt door de invloed van pornografie, mogelijk te maken om de pornografen voor de rechter te slepen. In de Verenigde Staten werd het wetsvoorstel Pornography Victims' Compensation Act van 1991 (eerder bekend als de Pornography Victims Protection Act), gesteund door groepen waaronder Feminists Fighting Pornography, in het Amerikaans Congres ingediend. Catharine MacKinnon weigerde aan deze wetgeving haar medewerking te leveren, hoewel bepaalde aspecten ervan gebaseerd waren op haar juridische benadering van pornografie. Het wetsvoorstel haalde het niet.

#### R. v. Butler
In augustus 1987 werd in de Canadese stad Winnipeg het gehele magazijn van de pornovideowinkel van Donald Butler door de politie in beslag genomen. Butler en een medewerker werden aangeklaagd voor ongeveer 250 schendingen van het Canadese wetboek van strafrecht wegens het bezitten en vertonen van 'obsceen' materiaal voor verkoop en verspreiding. Uiteindelijk werd Butler veroordeeld voor acht van de beschuldigingen en vrijgesproken voor de rest. Onder druk van ontevreden anti-pornografische feministen, verenigd in LEAF, ging de Kroon echter in beroep tegen de uitspraak en in 1989 veroordeelde het Hof van Beroep van Manitoba Butler vanwege alle beschuldigingen, met name op basis van Artikel 163(8) van het wetboek dat 'obsceniteit' verbiedt. Daarop stapte Butler naar het Hooggerechtshof van Canada, waarbij zijn advocaten betoogden dat Artikel 163(8) een schending was van Artikel 2 van het Canadian Charter of Rights and Freedoms, dat de vrijheid van expressie van alle Canadese burgers waarborgt. Het Hooggerechtshof deed in 1992 uitspraak in deze zaak R. v. Butler (ook wel het Butler-verdict genoemd). Het kwam tot een veel helderdere juridische definitie van 'obsceniteit' in termen van hoeveel schade (overmatige uitbuiting) de samenleving kan verdragen in de vorm van drie categorieën: 
1. expliciete seks met geweld;
2. expliciete seks zonder geweld maar waarbij mensen wel werden blootgesteld aan een 'vernederende' en 'ontmenselijkende' behandeling;
3. expliciete seks zonder geweld die niet 'vernederend' noch 'ontmenselijkend' was en waarbij geen kinderen betrokken waren.

Volgens het Hof waren alleen de eerste twee categorieën 'obsceen' en dus strafbaar voor alle juridische doeleinden. Voorts verbond het Hof strafbaarheid aan de schade en het risico op schade voor het goede functioneren van de samenleving, zowel voor de betrokken actrices en acteurs als voor de kijkers en de eventuele sociale consequenties van het kijken. De vermeende schade aan vrouwen door de beeldvorming van porno uit de eerste en tweede categorie zou ook hun recht op gelijkwaardigheid in de samenleving ondermijnen. De uitspraak van het Hooggerechtshof bevatte veel citaten uit de instructies die waren opgesteld door het Women's Legal Education and Action Fund (LEAF) met de steun en deelname van MacKinnon. Dworkin daarentegen zette zich af tegen het standpunt van LEAF en betoogde dat feministen hun steun niet zouden moeten verlenen aan de criminele obsceniteitswet, noch moeten pogen om deze te hervormen.

#### Robinson v. Jacksonville Shipyards
Robinson v. Jacksonville Shipyards was een rechtszaak in een federale districtsrechtbank betreffende seksuele intimidatie. De zaak erkende het als wet dat pornografie op illegale wijze kon bijdragen aan seksuele intimidatie omdat de werkvloer vijandig jegens vrouwen is. Het besluit van de rechtbank bevatte een verbod op "het vertonen van foto's, posters, kalenders, graffiti, objecten, promotiemateriaal, lectuur of ander materiaal dat seksueel suggestief, seksueel vernederend of pornografisch is, of het brengen van dergelijk materiaal naar de werkomgeving van Jacksonville Shipyards of het bezitten van dergelijk materiaal om te lezen, te vertonen of te bekijken op het werk." "Er zal worden aangenomen dat een foto seksueel suggestief is als het een persoon afbeeldt van een der beide geslachten die niet volledig gekleed is of in kleding die niet geschikt zijn voor of algemeen aanvaard voor het voltooien van routinewerk in en rondom de scheepswerf en die poseert op een wijze die overduidelijk ten doel heeft om de privédelen of zijn of haar lichaam te vertonen of daar aandacht op te vestigen."

#### Voorgesteld verbod op internetporno op IJsland
De productie en verkoop van pornografie is verboden op IJsland. In 2013 stelde Minister van Binnenlandse Zaken Ögmundur Jónasson voor om dit verbod uit te breiden naar online pornografie. Een dergelijk verbod werd gesteund door verschillende feministische groepen waaronder de Feministische Partij van Duitsland, het London Feminist Network, de Coalition for a Feminist Agenda. Deze groepen beweerden dat het wettelijk beperken van internetporno zou bijdragen aan de preventie van geweld, verantwoorde seksuele voorlichting en de volksgezondheid. Het voorstel werd uiteindelijk verworpen door toedoen van het IJslands parlementslid en activist voor vrijheid van expressie Birgitta Jónsdóttir, leider van de Piratenpartij.

## Seks-positief en anti-censuur feminisme

### Seks-positief feminisme

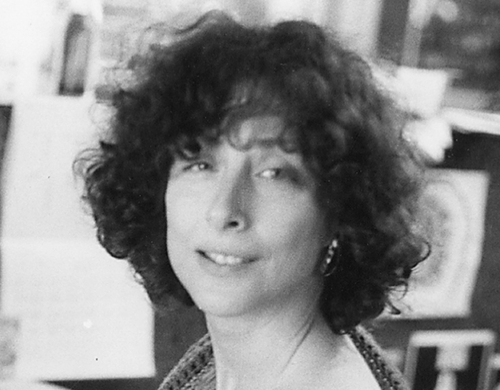
Ellen Willis

Volgens seks-positieve feministen (ook wel 'pro-seks feministen' genoemd) is pornografie een medium voor de seksuele expressie van vrouwen. Zij vinden vele radicaal-feministische opvattingen over seksualiteit, inclusief opvattingen over pornografie, even onderdrukkend als die van patriarchale religies en ideologieën; daarentegen betogen zij dat het anti-pornografische feministische discours de seksuele autonomie van vrouwen ontkent en onbelangrijk maakt. Ellen Willis (die de term "pro-seks feminisme" heeft gemunt) stelde: "Zoals wij het zagen was de bewering 'pornografie is geweld tegen vrouwen' codetaal voor het neo-Victoriaanse idee dat mannen seks willen en vrouwen het ondergaan."
Seks-positieve feministen hebben een veelheid aan opvattingen over de bestaande pornografie. Veel van deze feministen beschouwen pornografie als het omverwerpen van vele traditionele ideeën over de vrouw waar zij zich tegen afzetten, zoals ideeën dat vrouwen in het algemeen seks niet leuk vinden, alleen maar van seks genieten in een relatie of dat vrouwen alleen maar genieten van vanilleseks. Ze betogen ook dat pornografie vrouwen soms in seksueel dominente rollen vertoont en vrouwen presenteert met een grotere variatie van lichaamstypen dan die men doorgaans in mainstream entertainment en mode ziet. Bovendien maakt de deelname van vrouwen in deze rollen toe dat ze hun seksuele identiteit en vrije expressie kunnen vervullen.
In sommige delen van de wereld zijn seks-positief feminisme en de bevordering van pornografie als een vorm van vrije expressie gemeengoed geworden. In bijvoorbeeld Frankrijk heeft er in Parijs in november 2018 voor het eerst een driedaags festival plaatsgevonden onder de naam SNAP! (Sex Workers Narrative Art & Politics). Het festival streefde ernaar om voor pornografie en andere vormen van sekswerk erkenning als kunstvorm te verkrijgen, maar ook de politieke en controversiële aspecten ervan te onderkennen.

### Feministische kritiek op censuur

Li Yinhe bij de jaarlijkse confederentie over seks- en genderanalyse in december 2011

Veel feministen zijn, nog los van hun opvattingen over pornografie, uit principe tegen censuur. Zelfs feministen die pornografie een seksistisch fenomeen vinden, beschouwen censuur (inclusief de burgerrechtelijke aanpak van MacKinnon) als een slechte zaak. In zijn missionstatement betoogt Feminists for Free Expression (in 1992 opgericht door Marcia Pally) dat censuur nog nooit heeft geleid tot een afname van geweld, maar historisch gezien wel vaak is gebruikt om vrouwen het zwijgen op te leggen en inspanningen voor sociale vooruitgang te ondermijnen. De organisatie wijst op de anticonceptieliteratuur van Margaret Sanger, de feministische toneelstukken van Holly Hughes en werken zoals Our Bodies, Ourselves en The Well of Loneliness als voorbeelden van feministische seksuele expressies die aan banden zijn gelegd door censuur. FFE betoogt verder dat pogingen om sociale problemen op te lossen met censuur "de aandacht afleidt van de substantieve oorzaken van de sociale kwalen en slechts een cosmetische, gevaarlijke 'quick fix' zijn." Daarentegen stellen zij dat een vrije en sterke marktplaats van ideeën de beste waarborg biedt voor het bereiken van feministische doelstellingen in een democratische samenleving.
Critici van anti-pornografisch feminisme verwijten hun tegenstanders het uiten van loze, niet-constructieve kritiek, geen moeite te doen om alternatieven te formuleren op benoemde misstanden en niet aan te sporen op betaalde consumptie van porno om daarmee de positie van actrices te ondersteunen. Tevens wordt anti-pornografisch feminisme bekritiseerd als intolerant jegens seksuele verscheidenheid en seksuele minderheden, die juist mede dankzij feministische en lhbt-gerichte pornografie zouden kunnen emanciperen.
Verscheidene feministische anti-censuurgroepen hebben zich actief verzet tegen anti-pornowetgeving en andere vormen van censuur. Deze groepen waren en zijn onder meer de Feminist Anti-Censorship Taskforce (FACT) en Feminists for Free Expression in de Verenigde Staten en Feminists Against Censorship in het Verenigd Koninkrijk.
Kritiek op censuur komt uitzonderlijk veel voor in de Volksrepubliek China, waar pornografie strikt verboden is en het verkopen of bezitten van pornografisch materiaal strafbaar is met levenslange gevangenisstraf. Feministen zoals Li Yinhe verzetten zich openlijk tegen pornocensuur en ijveren voor decriminalisering. Yinhe neemt veel westerse landen als voorbeeld en benadrukt het belang van vrijheid van expressie, waarbij ze wijst op artikel 35 van de Grondwet van de Volksrepubliek China om pornografie een vorm van vrije expressie te verklaren.
Andrea Dworkin en Catharine MacKinnon reageerden met een verklaring waarin zij beweerden dat het idee dat deze invallen de toepassing van pre-'Butler'-normen weerspiegelden en dat het onder 'Butler' eigenlijk illegaal was om LHBT-materiaal selectief aan te pakken. Tegenstanders van "Butler" hebben echter aangevoerd dat het besluit alleen maar een bestaande politiek van censuur die al vóór het besluit bestond verder versterkte.
Anticensuurfeministen zoals Susie Bright vragen zich af waarom sommige vormen van seksistische communicatie (namelijk seksueel opwindende of expliciete) verboden zouden moeten worden, terwijl men geen verbod eist op net zo vrouwonvriendelijke uitingen elders in het publieke discours. Bright stelde: 'Het is een heel ander soort kritiek om te beweren dat porno seksistisch is. Dat zijn alle commerciële media namelijk ook. Dus het is alsof je meerdere glazen met zout water proeft, maar stug blijft volhouden dat er maar één zout is. Het verschil met porno is dat het om neukende mensen gaat en we leven in een wereld die een dergelijk beeld niet in het openbaar kan verdragen.'

### Feministische pornografie

#### Ontwikkeling

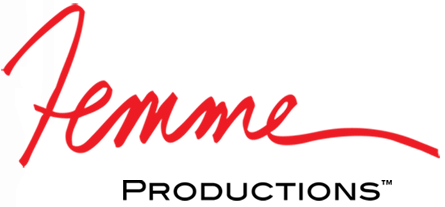
Femme Productions werd in 1984 opgericht door Candida Royalle.

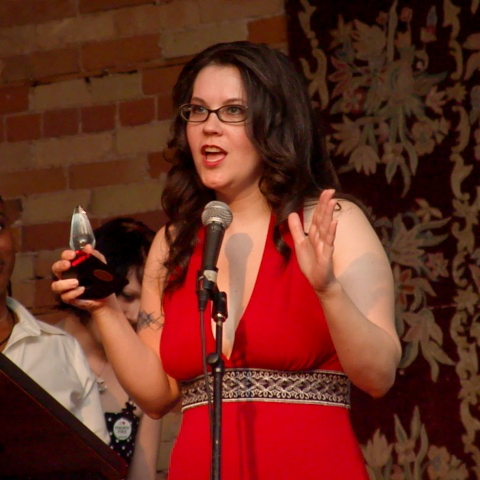
Tristan Taormino in 2007

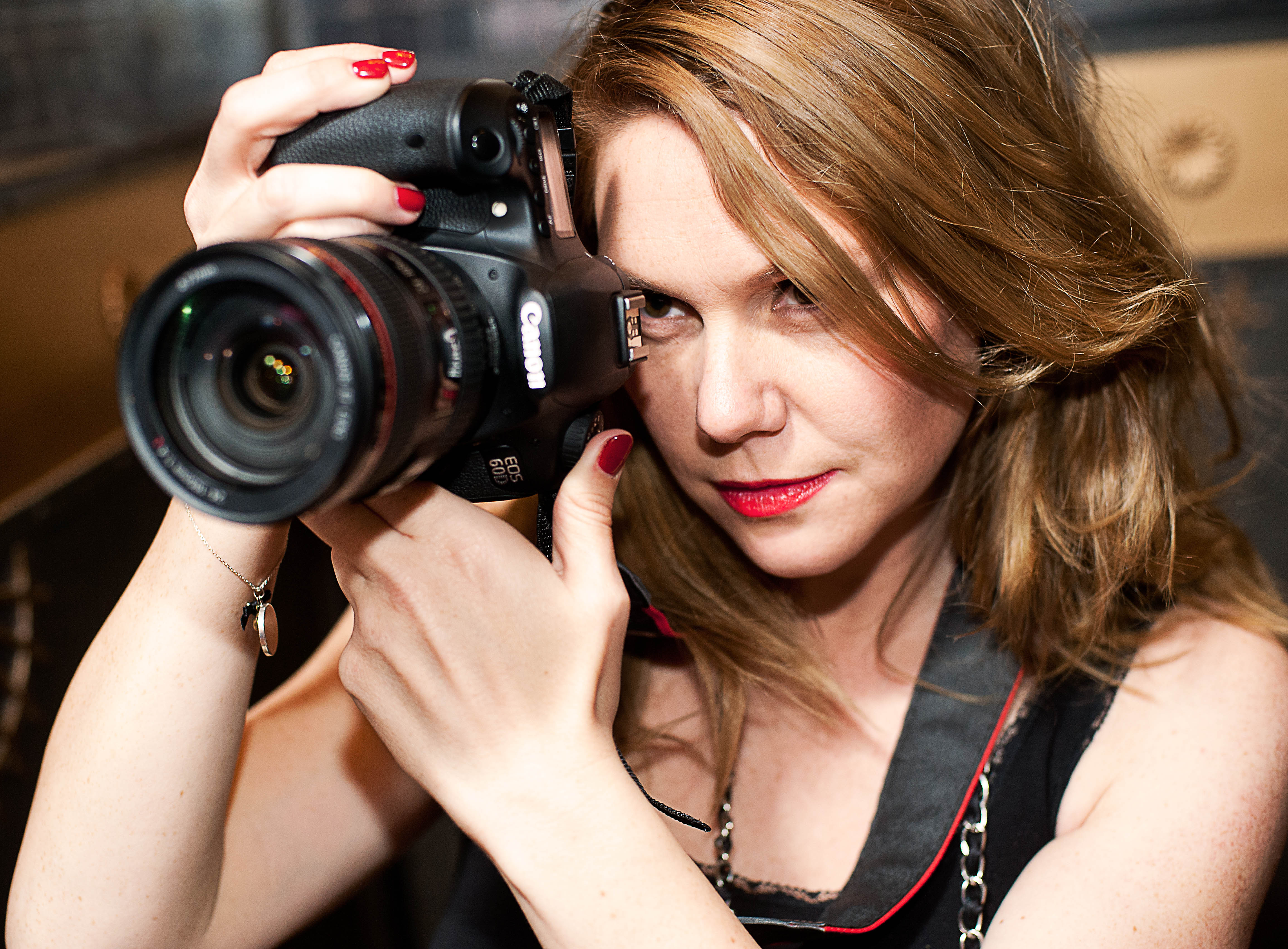
Erika Lust in 2012

In de jaren 1970 en 1980 waren Annie Sprinkle, Candida Royalle en Nina Hartley enkele van de eerste actrices in de porno-industrie die zichzelf feminist noemden. In de Verenigde Staten begon de productie van expliciet feministische pornografie in 1984 op initiatief van twee onafhankelijk van elkaar gevormde groepen. Uit onvrede over haar werk in de mainstream op mannen gerichte pornografie richtte Candida Royalle dat jaar haar eigen seksfilmstudio Femme Productions op. Ze huurde vrouwen in van 'Club 90', een steungroep voor pornoactrices die in 1983 onder hen was ontstaan door informele gesprekken over wat ze zouden willen veranderen aan de industrie. Los van hen, in reactie op de Anti-Pornography Ordinance van Dworkin en MacKinnon uit 1983, richtten lesbische feministen in 1984 het seks-positieve feministische lesbische sekstijdschrift On Our Backs op (deze naam spotte met het feministische tijdschrift off our backs dat in voorgaande jaren had gepleit voor het verbieden van porno). On Our Backs begon het jaar daarna ook erotische video's te produceren onder leiding van Susie Bright. Anderen zoals Sprinkle volgden in de jaren daarna en tegen 1990 kon een kleine groep van feministische pornografen worden onderscheiden, waarvan sommigen verenigd waren in de Club 90, geconcentreerd in Manhattan. Tussen 1984 en 1990 beweerden seks-positieve feministen dat deze regisseurs en producenten feministische pornografie een realiteit hadden gemaakt, waarbij ze in toenemende mate verwezen naar hun werken als voorbeelden van hoe feministische porno eruitziet of zou moeten zien. Anti-pornografische feministen bleven daarentegen volhouden dat deze producties ofwel nog steeds de patronen van 'mainstream' of 'door mannen gedomineerde' porno volgden, ofwel in feite erotiek waren, een legitiem genre dat los stond van pornografie.
Ondertussen begonnen in Europa feministen zoals Monika Treut (Duitsland), Cleo Uebelmann (Zwitserland), Krista Beinstein (Duitsland en Oostenrijk) en Del LaGrace Volcano (Della Grace) (Engeland) seksueel expliciete pornografie en film te gebruiken om te experimenteren met thema's als vrouwelijk genot, BDSM, genderrollen en queer verlangen.
In 1997 werd het Deense bedrijf Zentropa de eerste mainstream filmproductiemaatschappij ter wereld die expliciete porno gericht op een vrouwelijk publiek maakte onder haar dochteronderneming Puzzy Power. Het jaar daarop publiceerde Zentropa het Puzzy Power Manifesto, dat richtlijnen opstelde voor het maken van porno voor vrouwen, vergelijkbaar met de normen van Royalle.

#### Actrices, regisseurs en producenten
Behalve Royalle, Sprinkle en Nina Hartley noem(d)en ook pornoactrices Ovidie, Madison Young en Sasha Grey zichzelf seks-positieve feministen en hebben verklaard dat zij zichzelf niet als slachtoffers van seksisme zien. Zij verdedigen hun beslissing om te acteren in pornografie als een vrije keuze en betogen dat veel van wat ze voor de camera's doen een expressie is van hun eigen seksualiteit. Bovendien is er ook gewezen op het feit dat vrouwen in de pornografie over het algemeen veel meer geld verdienen dan hun mannelijke tegenspelers. Feministische pornoregisseurs zijn onder meer Candida Royalle, Tristan Taormino, Madison Young, Shine Louise Houston, Erika Lust, en Paulita Pappel. Sommige van deze regisseurs maken pornografie specifiek voor een vrouwelijk of genderqueer publiek, terwijl anderen een breed publiek van alle genders en seksuele oriëntaties proberen aan te spreken. Feministische curatoren zoals Jasmin Hagendorfer organiseren feministische queer pornofilmfestivals (bijvoorbeeld PFFV in Wenen).
Tristan Taormino is zowel een seksueel voorlichter als een feministisch pornograaf die films heeft gecoproduceerd, boeken geschreven, een speciale website opgezet en veel artikelen gepubliceerd over onderwerpen die te maken hebben met seksualiteit, gender en seks-positieve relaties. Taormino definieert feministische pornografie als 'ethisch geproduceerde porno, dat wil zeggen, actrices (en acteurs) krijgen een eerlijk loon en ze worden met zorgzaamheid en respect behandeld; hun consent, veiligheid en welzijn zijn essentieel en wat zij bijdragen aan de productie wordt gewaardeerd.' Volgens Taormino gaat feministische porno over het 'ontdekken van ideeën over verlangen, schoonheid, genot en macht door alternatieve voorstellingen, esthetiek en filmmaakstijlen. Feministische porno streeft naar de emancipatie van de actrices (en acteurs) die het maken en van de mensen die het bekijken.' Bovendien 'reageert feministische porno zowel op de dominante beelden met alternatieven als dat het haar eigen iconografie creëert.'
Erika Lust betoogt dat iedereen in de porno-industrie hun eigen ethische normen hanteert en dat de normen en waarden van de regisseurs, scenaristen en producenten de sleutel zijn tot hoe goed sekswerkers worden behandeld en hoe verlangen, genderrollen en seksuele autonomie aan consumenten worden gepresenteerd. Volgens Lust 'kan ethiek ook bestaan in de porn-industrie en zou ook moeten worden gehandhaafd'.
In 2002 produceerde Becky Goldberg de documentaire Hot and Bothered: Feminist Pornography, een beschouwing van vrouwen die feministische porno regisseren, produceren en verkopen. Feministische pornografie werd omschreven als 'porno waarbij de vrouw de seksuele situatie onder controle heeft en daarmee de controle heeft over wat er met haar gebeurt en dat ze ervan geniet'. Goldbergs opvattingen over feminisme en pornografie is: "Als je wat je ziet niet leuk vindt, maak dan je eigen [porno]".
Courtney Trouble is een feministische actrice en producent van queer porno. Haar films bevatten "seksuele en genderminderheden." Trouble begon in de sector toen ze concludeerde dat er in de pornografie niet genoeg diversiteit bestond en dat ze daar positieve verandering in zou willen brengen. Shine Louise Houston, eigenares van Pink and White Productions, produceert porno waarin verschillende soorten seksualiteit, genders en queer gekleurde mensen in voorkomen en worden weerspiegeld. Lorraine Hewitt is de initiatiefneemster van de Feminist Porn Awards, gevestigd in de Canadese stad Toronto.

## Pornografieversuserotiek

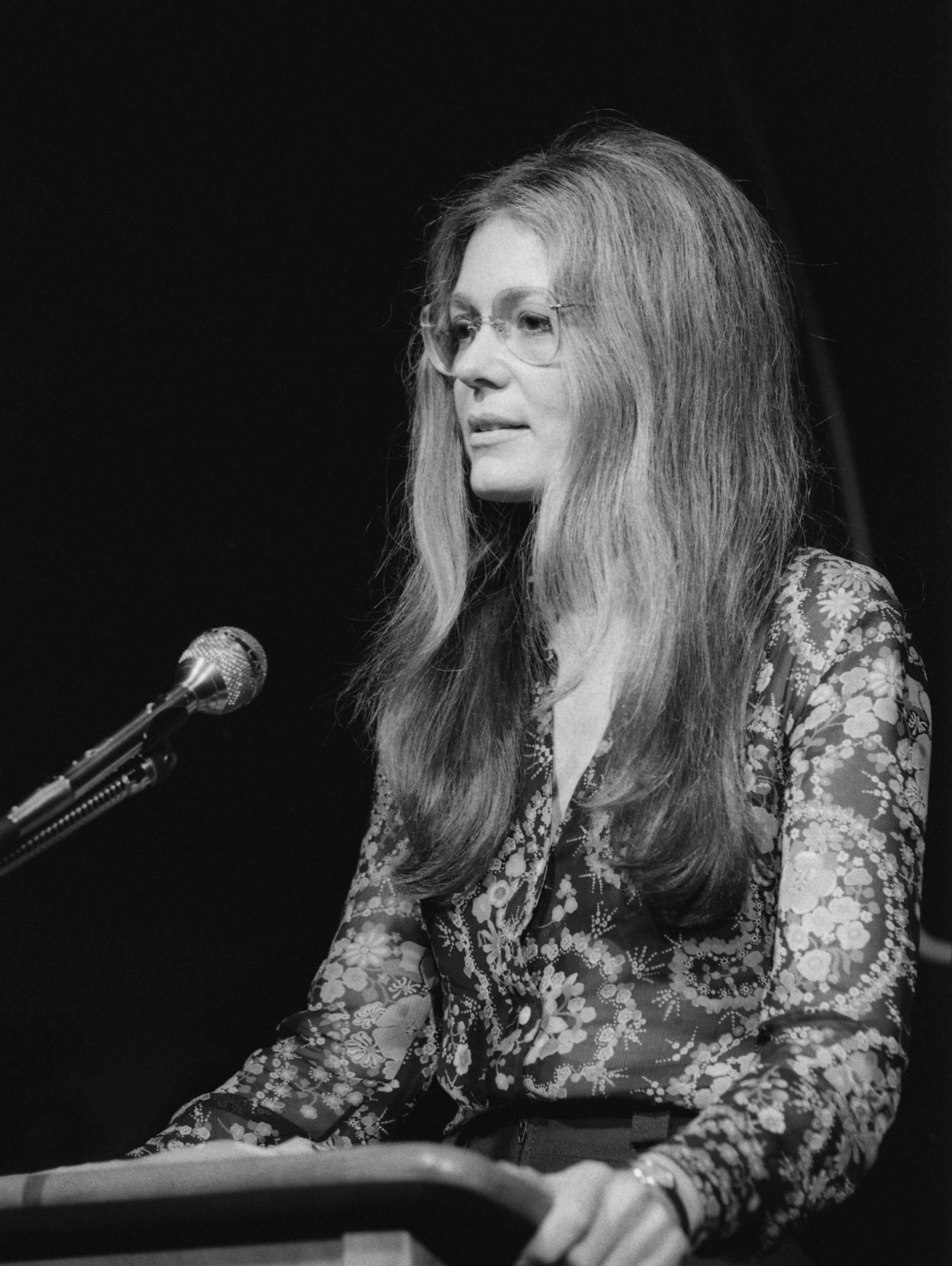
Gloria Steinem in 1975

Sommige anti-pornografische feministen zoals Gloria Steinem en Page Mellish maken een onderscheid tussen wat zij "pornografie" en "erotiek" noemen, als verschillende klassen van seksuele media, waarbij de eerste dominantie benadrukt en de laatste wederkerigheid. Steinems essay "Erotica and Pornography: A Clear and Present Difference" (1978) was een van de eerste pogingen om dit onderscheid te maken op etymologische gronden en in haar boek Outrageous Acts and Everyday Rebellions (1983) betoogde ze: "Deze twee soorten beelden zijn net zo verschillend als liefde verschilt van verkrachting, als waardigheid van vernedering, als partnerschap van slavernij, als plezier van pijn." Feministen die deze opvatting huldigen, menen dat dergelijke erotiek positieve en vrouwvriendelijke seksuele waarden bevordert en niet de schadelijke effecten van pornografie met zich meedraagt.
Andere anti-pornografische feministen zijn sceptischer over dit onderscheid en beweren dat alle seksuele materiaal die in een patriarchaal systeem worden geproduceerd per definitie expressies zijn van mannelijke dominantie. Andrea Dworkin schreef, "erotiek is gewoon pornografie voor de hogere klasse: beter geproduceerd, beter bedacht, beter uitgevoerd, beter verpakt, ontworpen voor een betere consumentenklasse."
Anderzijds zijn er feministen die een dergelijk onderscheid tussen pornografie en erotiek niet maken en/of menen dat het onderscheid dat Steinem en anderen maken problematisch is. Ellen Willis was van mening dat de term 'erotiek' nodeloos vaag en eufemistisch is en een beroep doet op een geïdealiseerde versie van wat voor soort seks mensen zouden moeten willen in plaats van wat de seksuele gevoelens die mensen daadwerkelijk hebben prikkelt. Ze benadrukte ook de subjectiviteit van het onderscheid: "In de praktijk zullen pogingen om goede erotiek en slechte porno van elkaar te scheiden onvermijdelijk neerkomen op: 'Wat mij opwindt is erotisch; wat jou opwindt is pornografisch.'" Pip Christmass (1996) merkte op: 'Gloria Steinems bekende essay, "A Clear and Present Difference" (1978), articuleert wat velen van ons misschien zouden willen denken dat de fundamentele verschillen zijn tussen de twee; maar zoals vaak is uitgewezen, is erotiek soms niet te onderscheiden van pornografie in de zin dat het niet minder voorspelbaar, formulaïsch of repetitief is dan haar minder cultureel geaccepteerde tegenhanger. Zoals veel critici inmiddels suggereren is de traditionele culturele onderverdeling tussen erotiek (naar verluidt gericht op een hoofdzakelijk vrouwelijke markt) en pornografie (als een masturbatiehulpje voor mannen) enigszins simplistisch.'
Sommige feministen maken een vergelijkbaar onderscheid tussen 'mainstream pornografie' en 'feministische pornografie', waarbij ze de eerste problematisch of zelfs volkomen vrouwonvriendelijk vinden en de laatste aanprijzen als goed.